# Zum Todtenkopf und Phoenix

Logensiegel „Zum Todtenkopf und Phoenix“ (seit 1832)

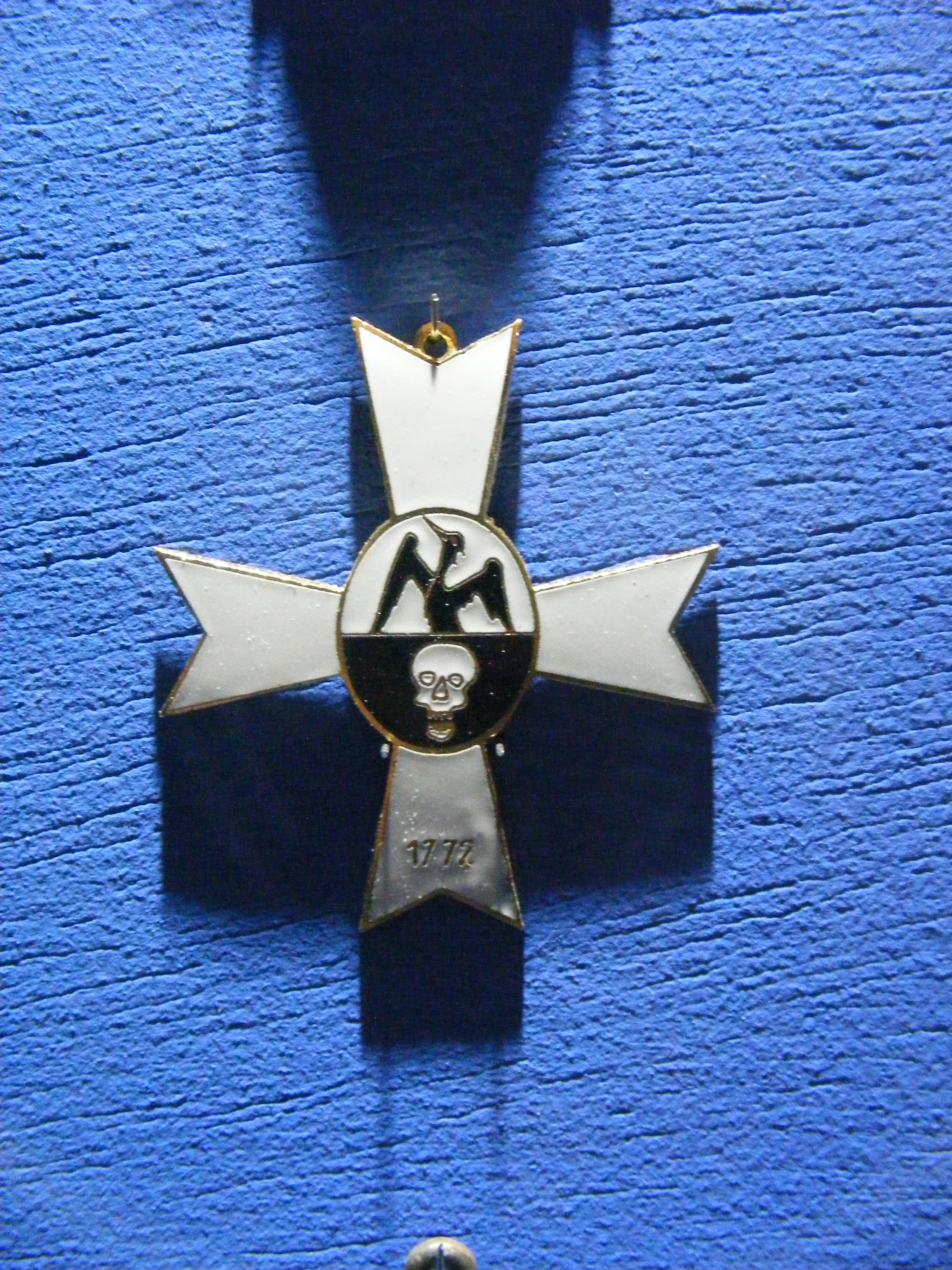
Logenbijou „Zum Todtenkopf und Phoenix“

„Zum Todtenkopf und Phoenix“ ist eine am 21. März 1772 unter dem Namen „Zum Todtenkopfe“ in Königsberg gegründete Freimaurerloge.

## Geschichte

### Logengründung
Die Johannisloge „Zum Todtenkopf und Phoenix“ wurde am 21. März 1772 unter dem Namen „Zum Todtenkopfe“ in Königsberg von den Freimaurern Friedrich Ernst Jester, Christian Jacob Hewelke, Jacob Friedrich Grimm, Nathanael Holst und Johann Ignaz Wierzbicki gegründet.
Friedrich Ernst Jester, zum Zeitpunkt der Logengründung 29 Jahre alt, war 1764 in Paris Freimaurer geworden und später, wie auch Jacob Friedrich Grimm, Mitglied der Loge „Hoffnung“ in Wien. Nathanael Holst gehörte der Loge „Zum güldenen Apfel“ in Eutin, Johann Ignaz Wierzbicki der Loge „Zu den drei Sternen“ in Danzig und Christian Jacob Hewelke der Loge „Zu den drei Rosen“ in Hamburg an.
Die fünf Gründungsmitglieder führten am 21. März 1772, noch ohne offizielle Ritualakte und Ritualgegenstände, eine erste improvisierte Tempelarbeit durch. Noch am Tag der Gründung wurden die Logenämter in geheimer Wahl besetzt und die ersten „Suchenden“ in die Loge aufgenommen. Zum Vorsitzenden Logenmeister wurde Friedrich Ernst Jester gewählt. Im Anschluss wurde die Gründung der „Todtenkopf-Loge“ in der Pottmannschen Weinstube mit einigen Gläsern Bärenfang gefeiert.

### Situation in Königsberg im Jahr 1772
Das Umfeld in Königsberg stellte sich für die neu gegründete „Todtenkopf-Loge“ günstig dar, die Stadt prosperierte wirtschaftlich und kulturell: Nach der rigiden Regierung Friedrich Wilhelms I., der Einkünfte hoch besteuert hatte, um seine Militärausgaben zu bestreiten, war nun Friedrich II. (der Große) – der selbst Freimaurer war – seit 1740 an der Macht und führte die Regierungsgeschäfte im Stil des Zeitalters der Aufklärung.
Königsberg besaß einen großen Seehafen mit weiten Handelsverbindungen für die Ausfuhr von Holz, Getreide und Bernstein. Das kulturelle Leben war geprägt von zahlreichen Künstler- und Literatenvereinen und öffentlichen Konzerten. Seit 1770 lehrte Kant an der Königsberger Universität, der 1544 gegründeten Albertina.
Bereits 1746 war die erste Königsberger Loge „Zu den drei Ankern“ gegründet worden. Nach deren Auflösung im Jahr 1758 gründeten verbliebene Mitglieder 1760 die Loge Zu den 3 Kronen.

### Das erste Logenjahr
Der Vorsitzende Logenmeister Jester strebte unmittelbar nach Gründung der „Todtenkopf-Loge“ deren Anerkennung durch die von dem ihm bekannten Johann Wilhelm Kellner von Zinnendorf im Jahr 1770 in Berlin gegründete Große Landesloge der Freimaurer von Deutschland an. Im Juni 1772 erhielt Jester von Zinnendorf die erforderliche Interims-Konstitution sowie die entsprechenden Ritualakten der Johannisgrade – die Loge war damit als Tochterloge der Großen Landesloge anerkannt.
Eine formelle Stiftungsurkunde wurde erst wesentlich später ausgefertigt und datiert vom 3. Mai 1775.
Im April 1772 bezog die Loge ein Haus in der Tragheimer Pulverstraße, wo am 21. April 1772 eine erste Logenarbeit abgehalten wurde. Das weitere Anwachsen der Loge führte dazu, dass dieses gemietete Quartier nicht mehr ausreichte und so wurden am 10. November 1772 größere Räumlichkeiten im Hause des Rotgerbers Abel, Auf dem Sackheim, bezogen.
Bis Ende 1772 war die Mitgliederzahl der „Todtenkopf-Loge“ auf 34 angestiegen, darunter elf Offiziere, zehn Kaufleute, fünf Beamte, zwei Apotheker, ein Rittergutbesitzer, ein Schauspieler, ein Medizinstudent und drei sogenannte „dienende Brüder“.

### Auflehnung gegen die Strikte Observanz
Die Königsberger Loge „Zu den 3 Kronen“ gehörte als Tochterloge der Großen National-Mutterloge „Zu den drei Weltkugeln“ dem Lehrsystem der Strikten Observanz an, welches sehr stark auf Elementen des Templerordens und einer klerikalen Ordnung basierte. Dieses Lehrsystem wurde seinerzeit von liberal und aufklärerisch eingestellten Freimaurern zunehmend abgelehnt und führte letztlich zur Spaltung der gesamten Freimaurerei in Deutschland.
Die von Zinnedorf gegründete Große Landesloge basierte demgegenüber auf dem Schwedischen Lehrsystem, einer von Karl Friedrich Eckleff in Schweden begründeten christlich ausgerichteten Lehrart.
Zinnendorf strebte, wie auch der ihm bekannte Vorsitzende Logenmeister der „Todtenkopf-Loge“ Jester, mit der Einführung des Schwedischen Lehrsystems ein Gegengewicht zur Strikten Observanz an, die später, am 1. Oktober 1779, aufgegeben werden sollte.
Die „Todtenkopf-Loge“ und die ältere Loge „Zu den 3 Kronen“ standen aufgrund der damaligen Kontroversen im Hinblick auf die Lehrarten in einem nicht unproblematischen Verhältnis, welches zeitweise von gegenseitigem Misstrauen und Missgunst geprägt war; es kam zu Streitigkeiten und Denunziationen. Erst nach der formellen Eingliederung der „Todtenkopf-Loge“ unter die Obödienz der Großen Landesloge am 3. Mai 1775 und den damit verbundenen formalen Regelungen zwischen den Großlogen kam es zu einer beidseits akzeptierten Regelung gegenseitiger Besuche.

### Die Gründung der Loge „Zum Phoenix“

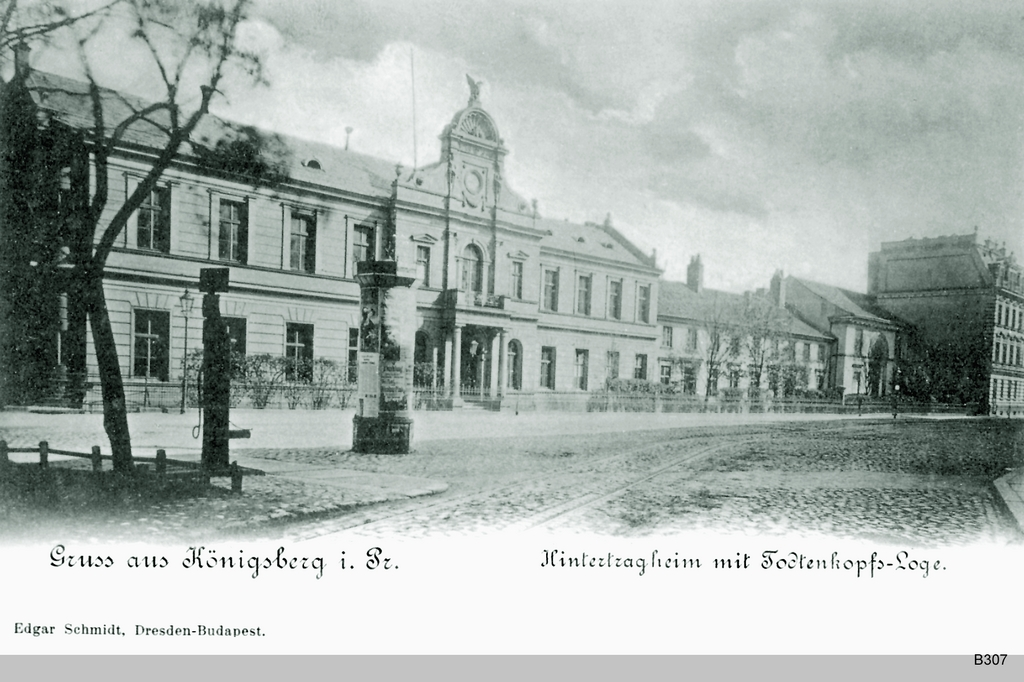
Das Logenhaus im Hintertragheim

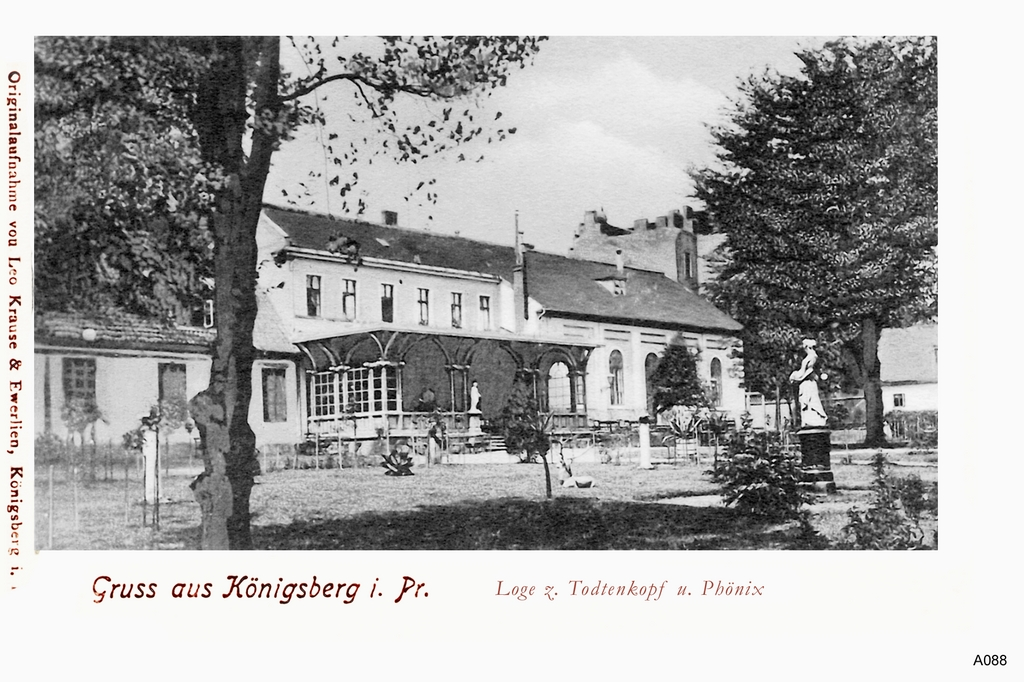
Das Logenhaus hinter dem Börsengarten in Königsberg

Bis zum Jahr 1775 hatte sich die Mitgliederzahl der „Todtenkopf-Loge“ weiter erhöht. Die Loge bezog daraufhin ein eigenes Logenhaus am Schlossteich (Hinter Tragheim 26/27), direkt neben dem Haus der Loge Zu den 3 Kronen (Hinter Tragheim 31).
Am 25. Mai 1775 fand dort die erste Tempelarbeit statt.
Eine im März 1775 anlässlich des 3. Stiftungsfestes der Loge von Johann Ernst Schultz gehaltene Rede zum Thema „Weisheit, Stärke, Schönheit“ brachte die Aufbruchsstimmung der Loge zum Ausdruck:
„Alle vorzüglichen Werke gründen sich auf eine kluge Anlage, auf eine herzhafte Ausführung und auf eine geschmackvolle Auszierung“.
Das Zusammenwirken von Weisheit, Stärke und Schönheit im Tun verglich Schultz mit
„Regentropfen, die durch gehäuften Zusammenfluss die Quelle erzeugen, die durch ihren Überfluss den Bach bildet, der zum Strom anschwillt, sich selbst Bett und Ufer gräbt und sich durch seine eigene Kraft erweitert“.
Im weiteren Verlauf des Jahres 1775 war die Mitgliederzahl der Loge so stark angewachsen, dass am 10. September 1775 eine Schwesterloge gegründet wurde. Diese erhielt den Namen „Zum Phoenix“ und wurde durch Freibrief der Großen Landesloge am 30. Januar 1776 anerkannt.
Die Loge „Zum Phoenix“ hatte ihr Domizil im gleichen Hause am Schlossteich wie die „Todtenkopf-Loge“ und wuchs in den folgenden Jahren ebenfalls weiter an.
Bedeutende Mitglieder der beiden Logen im späten 18. und frühen 19. Jahrhundert waren der preußische Generalleutnant Heinrich Christoph Karl Hermann von Wylich und Lottum, der Richter und spätere Staatskanzler des Königreichs Preussen Carl von Wegnern, der Geograph Adam Christian Gaspari sowie der Komponist und Dirigent Friedrich Adam Hiller.

### Die Vereinigte Johannisloge „Zum Todtenkopf und Phoenix“
Durch die Napoleonischen Kriege änderte sich zum Ende des 18. und Beginn des 19. Jahrhunderts die Situation:
Zahlreiche Angehörige der Logen leisteten Kriegsdienst, viele kamen nicht wieder zurück; andere gaben wegen des wirtschaftlichen Niedergangs ihre Geschäfte auf und verließen Königsberg. Den Logen „Zum Todtenkopfe“ und „Zum Phoenix“ schwanden die Mitglieder, so dass man sich zur Vereinigung beider Logen entschloss.
So entstand am 10. September 1832 die Vereinigte Johannisloge zum Todtenkopf und Phoenix.
Im Jahr 1899 umfasste die Loge 354 Mitglieder.
Bedeutende Mitglieder der Loge im 19. Jahrhundert waren neben Otto Hieber insbesondere der preußische Politiker Bruno Abegg, die Mediziner Karl Heinrich Burow und Ernst von Leyden, der preußische Generalmajor Theodor von Dechen, der Theologe und Publizist Julius Rupp, die Orientalisten Peter von Bohlen und Ferdinand Nesselmann, der Agrarwissenschaftler Hermann Settegast sowie der Bakteriologe Julius Richard Petri. In der Loge engagierte sich Karl Eugen Heinrich (1835–1908), Direktor der Königin-Luise-Schule und Nestor des Corps Masovia.
Als bedeutende Mitglieder der Loge im frühen 20. Jahrhundert sind der Musikwissenschaftler und Komponist Łucjan Kamieński, der Dirigent Werner Ladwig, der Chemiker Samuel Goy sowie der Politiker und Journalist Eduard Kenkel zu nennen.

### Otto Hieber

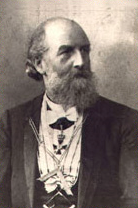
Otto Hieber

Im Jahr 1869 wurde der Geheime Sanitätsrat Otto Hieber im Alter von 29 Jahren in Loge „Zum Todtenkopf und Phoenix“ aufgenommen.
Hieber wurde 1885 zum Vorsitzenden Logenmeister gewählt und behielt dieses Amt für die außergewöhnlich lange Dauer von 37 Jahren, bis ins Jahr 1922.
Als langjähriger Vorsitzender Logenmeister prägte er nicht nur die Loge „Zum Todtenkopf und Phoenix“, sondern als deren Ordenssenior auch die Lehre der Großen Landesloge der Freimaurer von Deutschland durch zahlreiche exegetische Schriften, die bis heute Gültigkeit haben, maßgeblich mit.
Eine Medaille zu Ehren Otto Hiebers ist im Kant-Museum im Königsberger Dom, im heutigen Kaliningrad, ausgestellt, wo sich auch noch weitere Gegenstände der Loge aus der Zeit vor 1933 befinden.
Eine Büste Otto Hiebers steht im Ordenshaus der Großen Landesloge der Freimaurer von Deutschland in Berlin-Dahlem.

### Das „Freimaurer-Fenster“ im Königsberger Dom

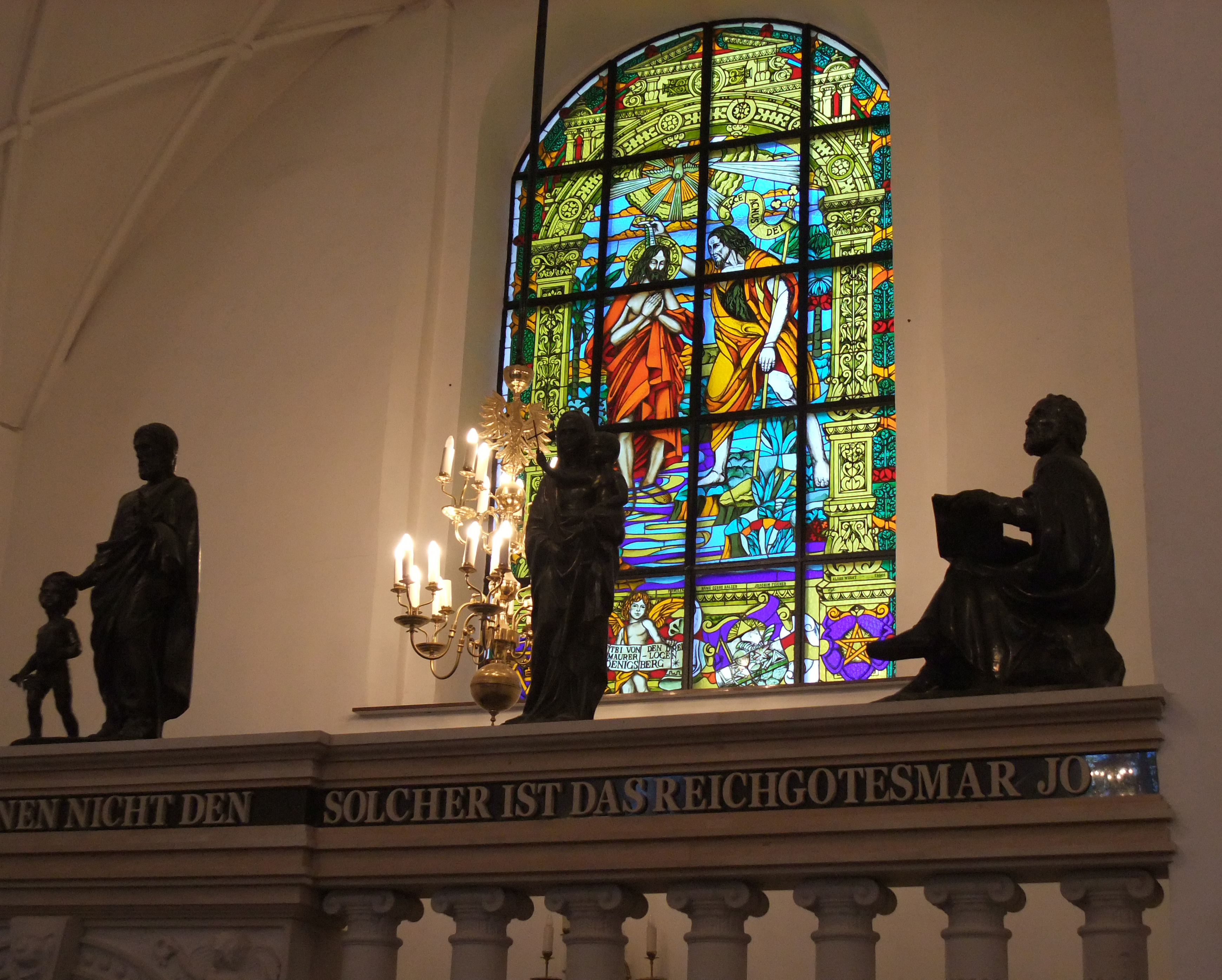
Fenster in der Taufkapelle des Königsberger Doms

Zwischen 1901 und 1906 schufen die Glasmaler Rudolf und Otto Linnemann aus Frankfurt/M. insgesamt elf Kirchenfenster für den Königsberger Dom. Das Fenster für die Taufkapelle des Doms wurde von den Königsberger Logen „Zum Todtenkopf und Phoenix“, „Zu den drei Kronen“ und „Immanuel“ gestiftet.
Das Fenster zeigte neben der Taufe Jesu durch Johannes den Täufer auch einige freimaurerische Symbole sowie im unteren Bereich des Fensters die Embleme der drei stiftenden Logen. Unterlagen und Fotos zu dem Fenster befinden sich im Linnemann-Archiv in Frankfurt/M.
Das Fenster ging durch die weitgehende Zerstörung des Doms im Zweiten Weltkrieg verloren. Im Zuge der Restaurierung der Taufkapelle durch den russischen Baumeister Igor Alexandrowitsch Odinzow wurde auch dieses Fenster anhand der Originalvorlagen, welche in einem Archiv im polnischen Olsztyn (Allenstein) aufgefunden wurden, neu angefertigt und ist seit 2008 wieder im Dom zu sehen.

### Zeit des Nationalsozialismus und Verbot der Freimaurerei in Deutschland
Mit Beginn der NS-Diktatur ab 1933 und deren Bestrebungen eines Verbots der Freimaurerei wurde der Loge ihre Arbeit zunehmend erschwert.
Die letzten freimaurerischen Arbeiten der Loge „Zum Todtenkopf und Phoenix“ fanden Ende des Jahres 1933 statt. Am 14. Januar 1934 durchsuchten Polizei und SS das Logenhaus Hinter Tragheim; sämtliche Ritualgegenstände und Unterlagen wurden beschlagnahmt, der Vorsitzende Logenmeister Perrey vorübergehend inhaftiert.
Die Loge wurde durch behördliche Verfügung im Juni 1935 offiziell verboten und aufgelöst, ihr gesamtes Vermögen und Eigentum eingezogen.

### Neuanfang in Berlin nach 1945

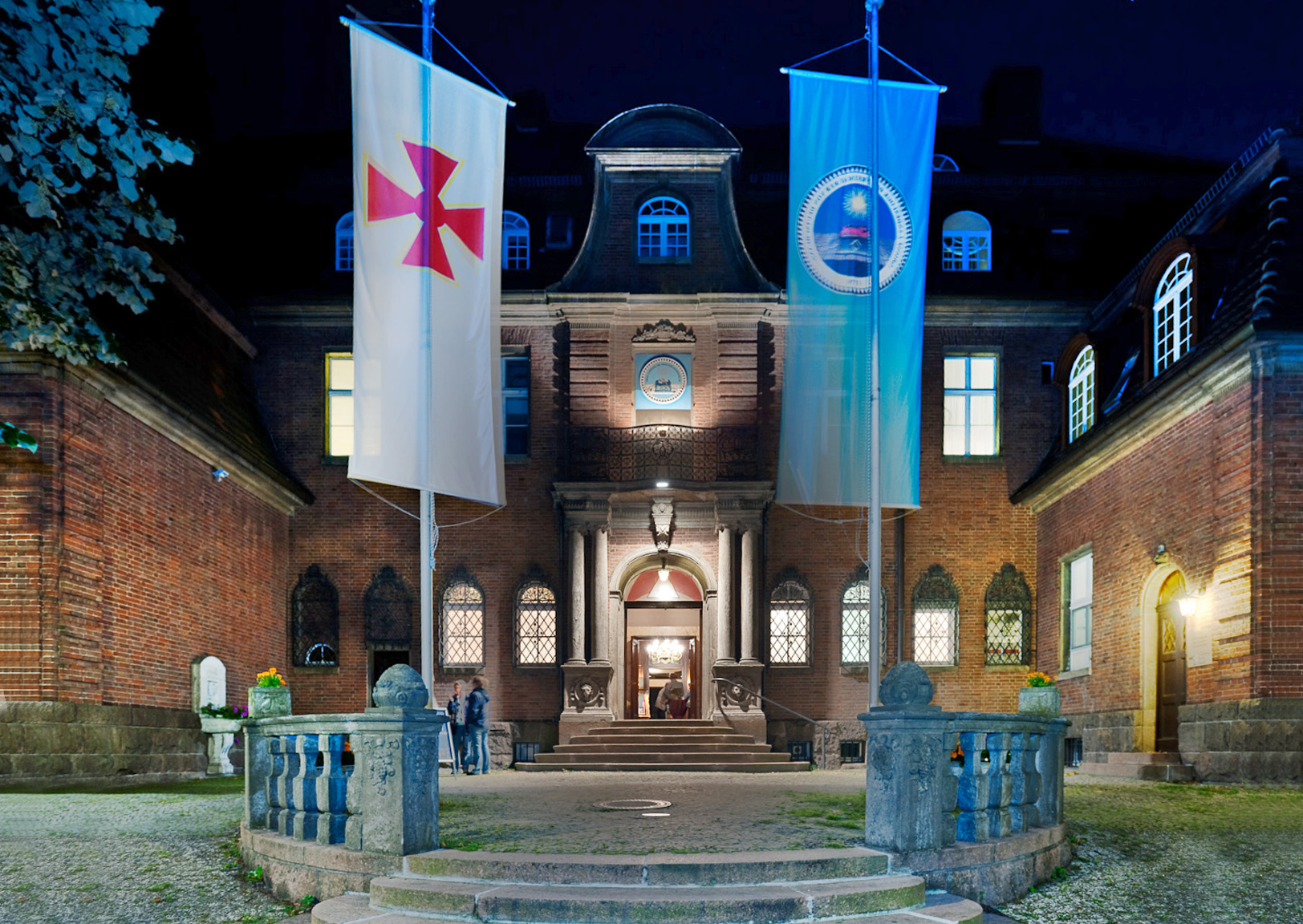
Ordenshaus der Großen Landesloge der Freimaurer von Deutschland in Berlin-Dahlem

Erst 1947 wurden die ersten Logen in Westdeutschland und Westberlin wieder reaktiviert, so auch die Loge „Zum Todtenkopf und Phoenix“.
Die Loge bezog gemeinsam mit anderen Logen zunächst das teilweise zerstörte Logenhaus der Großen Landesloge in der Eisenacher Straße. Trotz der materiellen Schwierigkeiten der Nachkriegszeit wurden mit der Zeit neue Mitglieder aufgenommen und die Loge begann wieder zu erstarken.
Seit 1965 ist die Loge „Zum Todtenkopf und Phoenix“ im heutigen Ordenshaus der Großen Landesloge der Freimaurer von Deutschland in Berlin-Dahlem ansässig. Mit Georg C. Frommholz stellte die Loge von 1973 bis 1981 den Landesgroßmeister der Großen Landesloge der Freimaurer von Deutschland.
Die Loge zählt heute zu den größten und bekanntesten Logen in Deutschland, die nach Schwedischer Lehrart arbeiten.

### Vorsitzende Logenmeister von 1772 bis 1967

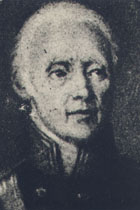
F. E. Jester (1772–1818)
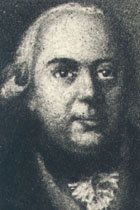
C. H. Gruber (1818–1820)
C. F. W. Riemann (1820–1832)
A. Fr. Krah (1832, 1835, 1838–1848)
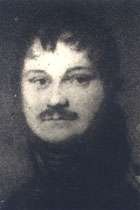
J. F. L. Hain (1833–1834)
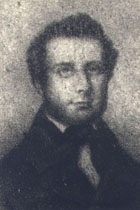
L. G. D. Detroit (1836–1837)
E. F. L. Clebsch (1849)
J. F. A. Kause (1850–1867)
F. A. Hoffmann (1868–1870)
J. L. Klimowicz (1871–1875)
C. L. Sagelsdorff (1876–1881)
C. J. F. Herzbruch (1882–1884)
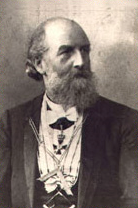
O. Hieber (1885–1922)
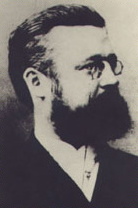
R. Armstedt (1923)
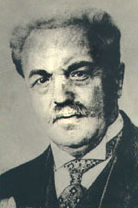
J. Weise (1924–1929)
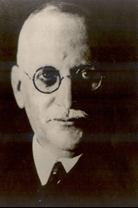
J. Perrey (1930–1934)
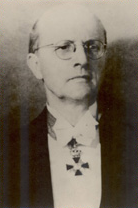
B. Rogowsky (1947–1950)
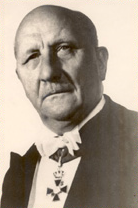
G. Kecker (1951–1953, 1955)
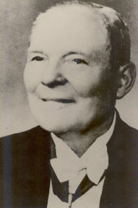
C. Gehrling (1954)
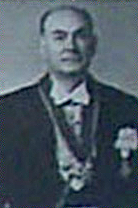
G. C. Fromholz (1955–1967)

## Trivia

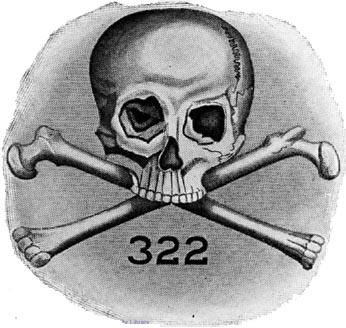
Logo von Skull & Bones

In ihrem Buch Geheimbünde: Freimaurer und Illuminaten, Opus Dei und Schwarze Hand, das 2013 als Begleitbuch zu einer Dokumentationsreihe des ZDF über Geheimbünde erschien, beschäftigen sich die Autoren Gisela Graichen und Alexander Hesse neben den Freimaurern auch mit der US-amerikanischen Studentenverbindung Skull & Bones. Sie gehen dabei auf Vermutungen ein, wonach Skull & Bones-Gründer William Huntington Russell zahlreiche rituelle und symbolische Elemente der von ihm 1832 gegründeten Verbindung aus studentischen oder freimaurerischen Organisationen in Deutschland entlehnt haben soll, da er sich unmittelbar vor der Gründung von Skull & Bones für mehrere Monate in Deutschland aufgehalten hatte.
Die Autoren stellen hier die Hypothese auf, Russell könne während seines Deutschlandaufenthalts auch in Königsberg gewesen sein und hätte seine Skull & Bones-Symbolik dann möglicherweise dem Emblem der dortigen Freimaurerloge Zum Todtenkopf und Phoenix entlehnt.
Diese Hypothese verarbeitet der österreichische Autor David G. L. Weiss in seinem 2013 erschienenen Roman "Macht", einem Verschwörungsthriller, in dem Skull & Bones eine große Rolle spielt. Bei ihren Recherchen zu den möglichen (fiktiven) Verbindungen von Skull & Bones nach Preussen spekuliert auch die Hauptfigur des Romans über eine mögliche Verbindung von Skull & Bones zur Loge Zum Todtenkopf und Phoenix.
Eine noch weitergehende Verschwörungstheorie entwirft der Autor und Ufologe Andreas von Rétyi in seinem 2004 erschienenen Buch Macht und Geheimnis der Illuminaten: Danach sei Skull & Bones die Weiterführung des Illuminatenordens. Die Zahl 322 verweise in der Zeitrechnung von Skull & Bones auf das Jahr 1832. In diesem Jahr wurde Skull & Bones gegründet, und zeitgleich erfolgte die Zusammenlegung der Logen Zum Todtenkopf und Zum Phoenix zur Vereinigten Johannisloge Zum Todtenkopf und Phoenix. Diese Zusammenlegung, zeitgleich mit der Gründung von Skull & Bones, stehe symbolisch für den Untergang des alten Illuminatenordens in Deutschland (Todtenkopf) sowie dessen Auferstehung in den USA in Form von Skull & Bones (Phoenix).